# Louis Benoit van Houtte

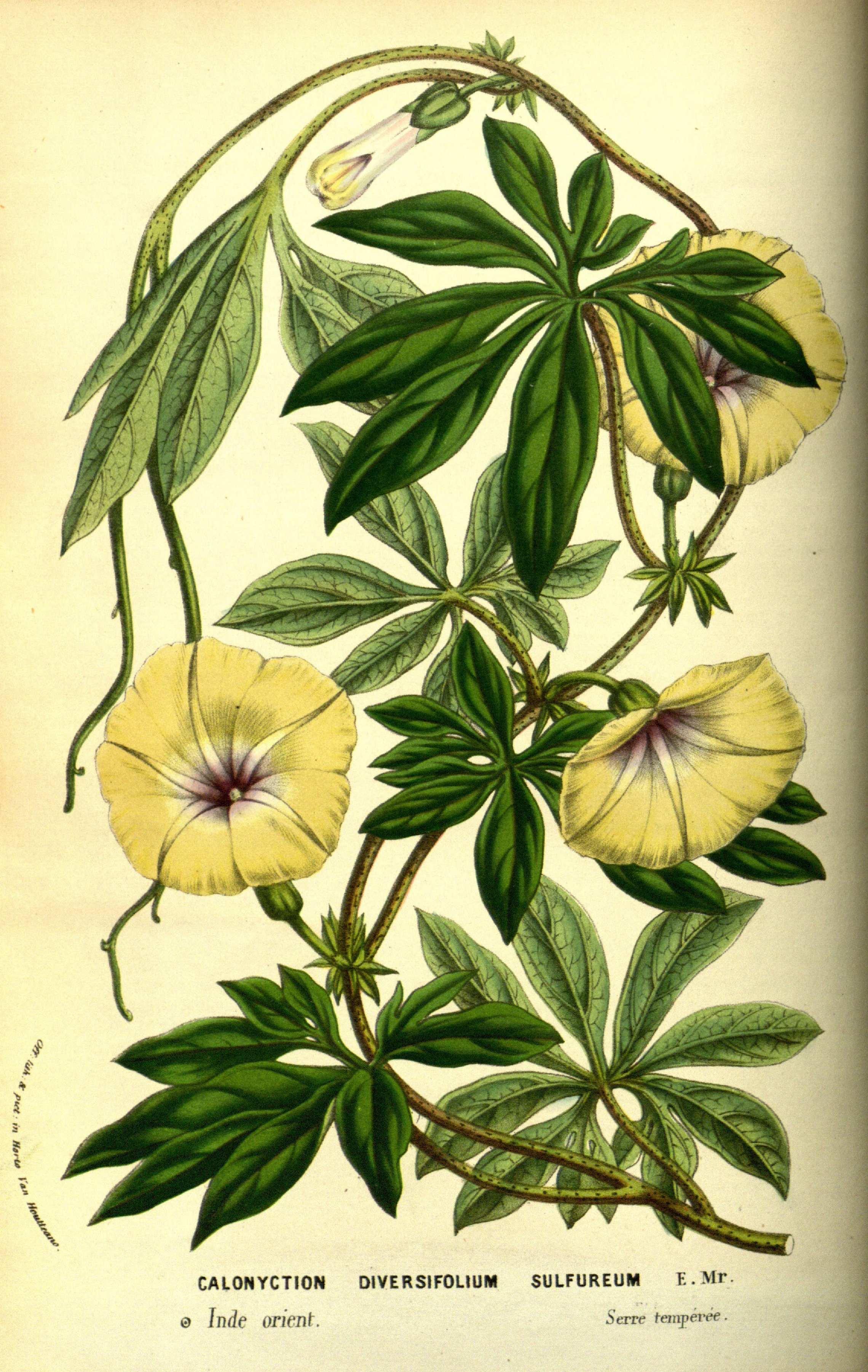
Ilustracja z dzieła Flora szklarni i ogrodów Europy

Louis Benoît van Houtte (ur. 29 czerwca 1810 w Ieper, zm. 9 maja 1876 w Gandawie) – belgijski botanik i wydawca, badacz zwłaszcza roślin ogrodowych.
W 1832 ufundował miesięcznik The Belgian Horticulturist. W kolejnym roku zmarła jego krótko wcześniej poślubiona żona. Zrozpaczony przyjął ofertę wyjazdu do Brazylii w celu kolekcjonowania roślin. W podróż wyruszył w styczniu 1834, wrócił do Belgii w 1836. Został dyrektorem ogrodu botanicznego w Brukseli (1836–1838). Założył Belgian Royal Horticultural Society.
Twórca 23-tomowego dzieła „Flore des serres et des Jardins de l'Europe”, ukazującego się w latach 1845-1883, zawierającego litografie roślin egzotycznych. Kilka ostatnich tomów zostało wydane już po śmierci botanika przez jego syna.